# 1669 en littérature
| Années de la littérature : 1666 - 1667 - 1668 - 1669 - 1670 - 1671 - 1672    |
| Décennies de la littérature : 1630 - 1640 - 1650 - 1660 - 1670 - 1680 - 1690 |

Cet article présente les faits marquants de l'année 1669 en littérature.

## Événements
- 29 janvier :  mariage de Françoise de Sévigné, fille du marquis Henri de Sévigné et de Marie de Rabutin-Chantal, avec François Adhémar de Monteil de Grignan[1].
- 31 mai : dernière note du journal de Samuel Pepys, publié par Lord Braybrooke en 1825[2].

## Parutions
- 4 janvier : achevé d'imprimer du roman épistolaire attribué à Gabriel de Guilleragues, Lettres portugaises, Paris, chez Claude Barbin, 1669 (présentation en ligne). Mariane, une religieuse portugaise, adresse à l’officier français qui l’a abandonnée cinq lettres passionnées et lyriques.
- 31 janvier : achevé d'imprimer des Amours de Psyché et de Cupidon,  roman de La Fontaine[3].
- 24 février[4] : privilège donné à Dominique Bouhours, Les Pensées chrétiennes pour tous les jours du mois, Paris, Sébastien Cramoisy, 1669 (présentation en ligne).

- William Penn, No Cross, No Crown (en) : « Sans croix, point de couronne » (présentation en ligne), traité rédigée lors d'un emprisonnement à la Tour de Londres pour dissidence religieuse à l'égard de l'Église anglicane.